# Дикси (округ)
Ди́кси (англ. Dixie county) — округ штата Флорида Соединённых Штатов Америки. На 2000 год в нем проживало 13 827 человек. По оценке бюро переписи населения США в 2005 году население округа составляло 14 647 человек. Окружным центром является город Кросс-Сити.

## История
Округ Дикси был сформирован в 1921 году из южной части округа Лафейетт. Словом «дикси» (dixie) обычно в общем называют южные штаты США.